# ヒキオコシ
ヒキオコシ（引起し、学名：Isodon japonicus）は、シソ科ヤマハッカ属の多年草。

## 名称
和名ヒキオコシ（引起し）の名の由来は、昔、弘法大師が諸国行脚の道中で、道端で病で苦しんで倒れ込んでいる旅人に出会い、旅人は今にも死にそうで、近くに生えていたこの草を噛むように教えた（あるいは飲ませた）ところ、病が治ってその病人が起き上がって元気になり、旅を続けたという故事からくる。日本では別名で、エンメイソウ（延命草）とも呼ばれ、この弘法大師の伝説から名付けられている。また、葉は口に含むと苦く、起死回生の力があるといわれたことに由来するという説もある。
中国植物名は、毛葉香茶菜（もうようこうちゃさい）という。

## 分布と生育環境
北海道南西部から本州、四国、九州に分布し、日当たりの良い丘陵、山野に自生する。世界では、朝鮮半島に分布する。また、種としては、変種のマンシュウヒキオコシ var. glaucocalyx が中国大陸、ウスリーに分布する。

## 特徴
多年草。高さは50 - 100センチメートルほどになり、茎の断面は四角く、下向きに毛が密生している。葉は茎に対生し、葉身は広卵形で先が尖り、葉縁に鋸歯がある。
花期は秋（9 - 10月）。茎の上部や葉腋から円錐花序を出して、花穂に淡紫色の多数の小さな唇形花をまばらにつける。萼は5裂し、雄蕊は4個あり、うち2個は長く、ともに花外に突き出る。雌蕊は1個つく。萼筒の底部に、4分果をつける。株によって、長雄蕊・短花柱型と短雄蕊・長花柱型の2型がある。
シソ科植物であるが、シソ（紫蘇）のような芳香はなく、葉を噛むと大変苦く、青臭い臭いがする。

## 利用
薬草として利用され、9 - 10月の開花期に地上部の茎葉を刈り取って、長さ2 - 3 cmに刻んで日干し乾燥したものを延命草（えんめいそう）と称して生薬にする。干し上げたときに、鮮やかな緑色で、苦味の強いものが良品とされている。強い苦味成分はプレクトランチンで、この成分は40万倍に水で薄めても苦味は残ると言われていて、胃酸を中和する重曹と混ぜると、全く苦味が消えて、苦味健胃薬の効果がなくなる性質がある。薬として使用するときは、他のものと混ぜずに単独で用いることによって、胃液の分泌を盛んにし、消化を促進させる。
民間療法で、胃弱、胃下垂、胃筋無力症、胃炎、食欲不振などに、延命草1日量5 - 10グラムを、水600 ccで半量になるまで煎じて、かすを取り除いて食後に3回に分けて服用する用法が知られている。粉末の場合は、1日量2グラムを水か湯で服用する。やや胃腸を冷やす働きをする薬草であることから、胃腸が冷えやすい人は慎重に使用する。また、妊婦に対する服用は禁忌とされている。

## 近縁種
- カメバヒキオコシ Isodon umbrosus var. leucanthus f. kameba[11] - ヒキオコシ同様に薬草とされる[7]。
- クロバナヒキオコシ Isodon trichocarpus[12] - 北海道、奥羽地方、北陸地方、山陰地方のやや乾いた山地に自生する。花が暗紫色。同様に薬用にされる。[6]

## ギャラリー

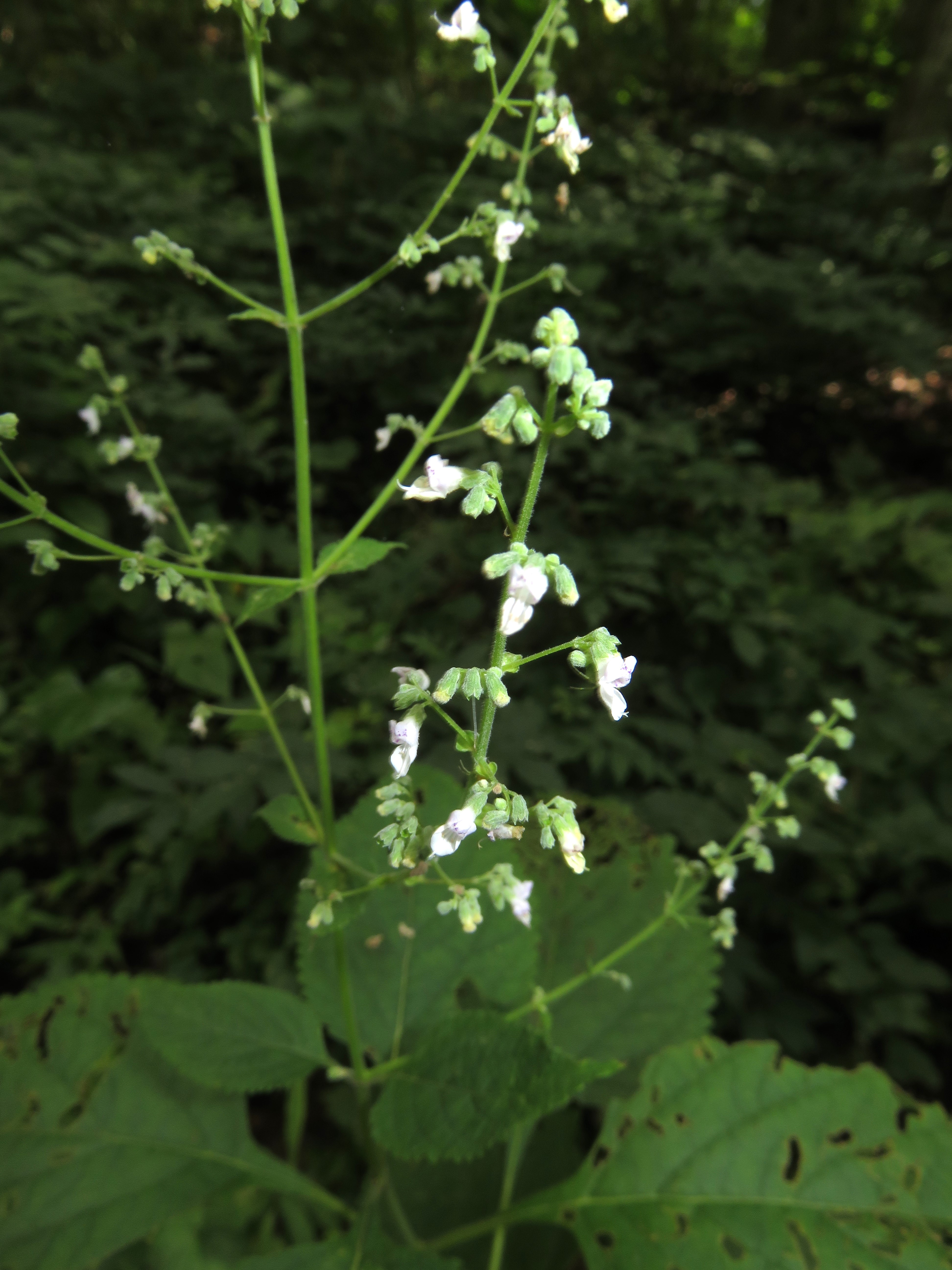
茎の上部で多数分岐し、大きな円錐花序をつくり、多数の唇形の花をつける[5]。
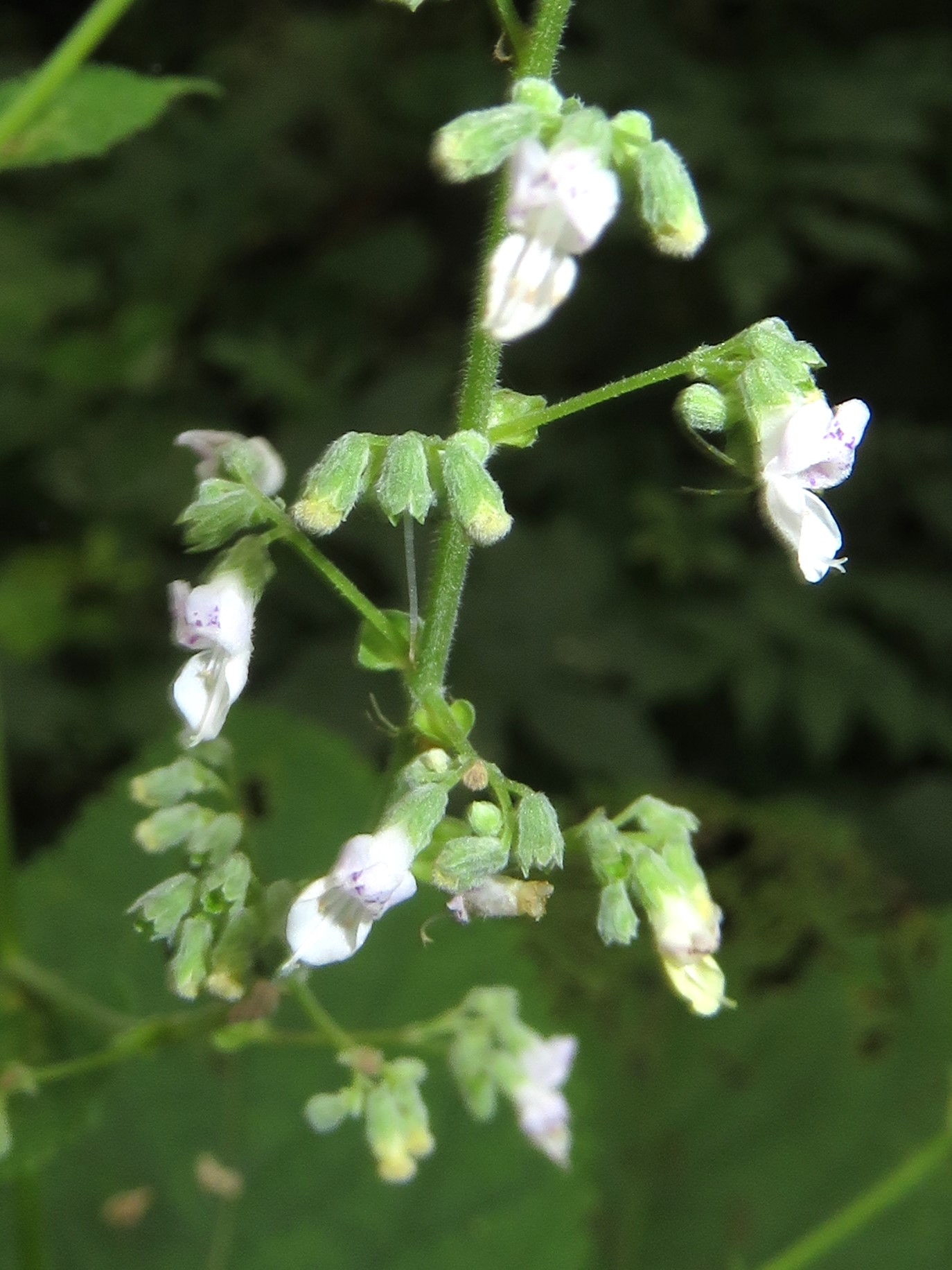
左の拡大。萼はほぼ等しく5中裂し、細かい毛が密に生える。花冠は淡紫色で、上唇は立ち上がって4裂し、上唇に細かい紫色の斑紋がある[5]。
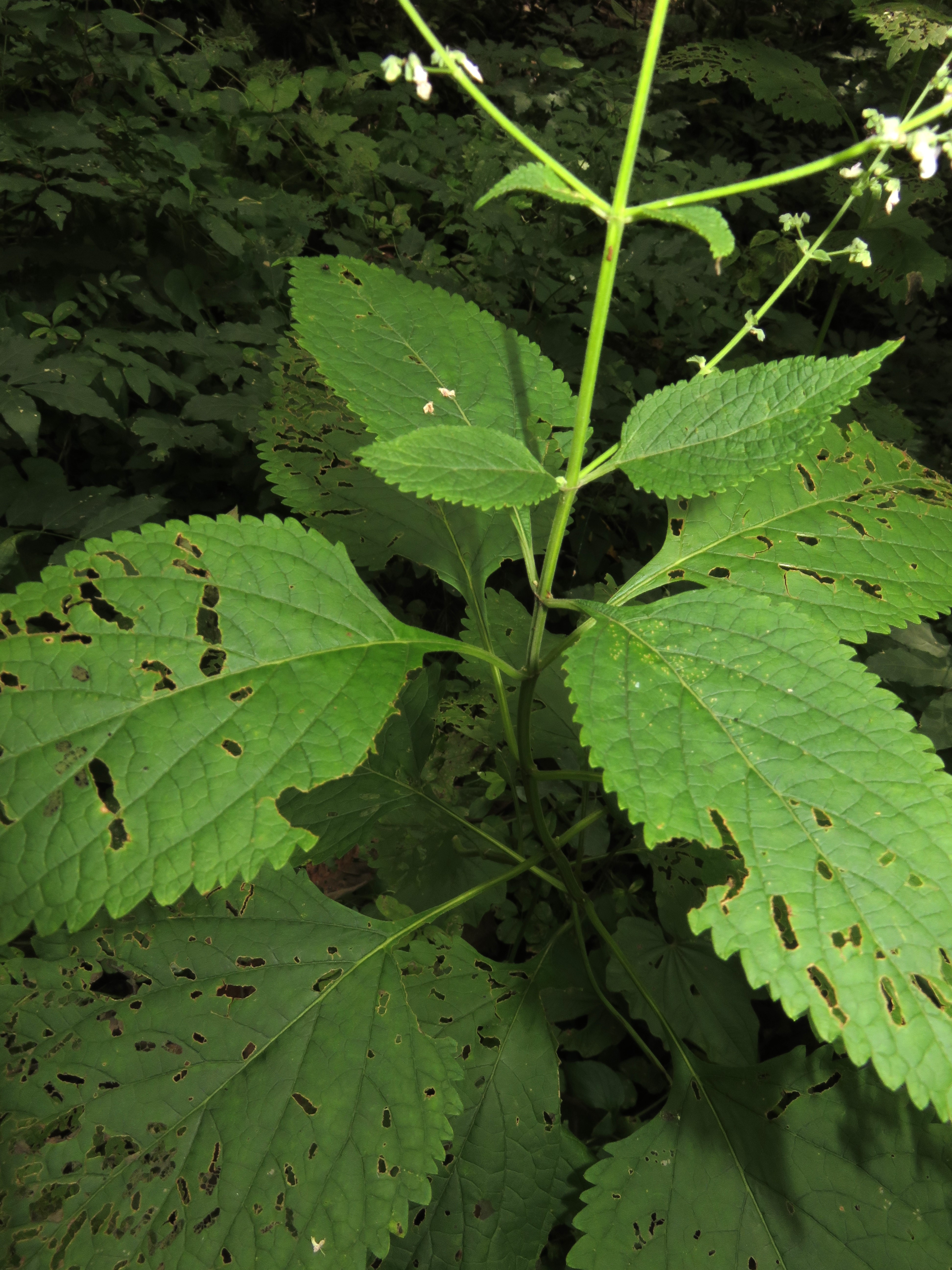
葉は対生し、葉身は広卵形で、先はとがり、縁には鋸歯があり、基部は急に細くなって翼がある葉柄につづく[5]。